# Hakea rigida
Hakea rigida är en tvåhjärtbladig växtart som beskrevs av Charles Austin Gardner och Laurence Arnold Robert Haegi. Hakea rigida ingår i släktet Hakea och familjen Proteaceae. Inga underarter finns listade i Catalogue of Life.